# 副郡尉
副郡尉（英文：Deputy Lieutenant）是一个由英国皇室任命的荣誉职务头衔。在英国本土，英格兰的名誉郡、威尔士的保留县、苏格兰的副县或北爱尔兰自治市镇或郡都可以被英国皇室指派副郡尉作为当地郡尉的副官之一。
被钦点为副郡尉的人可以在他或她的名字后添加后缀字母“DL” ：例如“约翰·布朗，DL” 。

## 概述
如果一地的郡尉需要副手来协助其履行职责，郡尉可以根据 《1997年郡尉职权法令》提名副郡尉人选。相应的政府机构在收到提名后进行审核并申报给英国国王御批。若国王恩准，政府则会按照国王的旨意册封副郡尉。自2001年11月以来，除兰开斯特公爵领地是由兰开斯特公爵领地事务大臣负责以外，英格兰和威尔士的副郡尉提名皆是由大法官审核处理并呈报英王。 而苏格兰地区的副郡尉提名审核自1999年7月以来一直由是苏格兰事务大臣负责。 
副郡尉的荣誉职务一般被授予为当地社区服务多年或在其他领域造福过社区的人。因此，人口越多的郡，可能就会相应有更多的副郡尉被册封。 在二十世纪早期，每个郡一般只会任命三名或更少的副郡尉。现如今，一个郡可能会有十几个挂名的副郡尉。 
在当地需要郡尉主持的仪式和官方活动，比如会展开幕式或者英国圣公会的牧师就职仪式中，若郡尉因故无法出席，副郡尉可以代替郡尉出席并行礼如仪。副郡尉必须住在其被任命的郡内，或者住在离其郡边界不超过七英里（11公里）内的邻郡。 根据法律，虽然副郡尉由郡尉提名，但其任期独立于郡尉的任期。无论当地郡尉的职务有何变动，副郡尉都不会受到任何影响 。法律还另外规定，若无特殊理由，副郡尉必须在75岁从该职务上退休。
在一个郡册封有多余一名副郡尉的情况下，其中一名副郡尉会被任命为从郡尉（英文：Vice-lieutenant)。 当郡尉无法出席或主持需要的地方活动时，相比其他副郡尉，从郡尉可以优先代行郡尉之职责。一个郡的从郡尉完全由郡尉自副郡尉中选择，不需要上报审批。但相应地，如果郡尉荣休或者被革职，其指任的从郡尉也会变回普通的副郡尉。 
与由君主任命的郡尉，副郡尉的职位是君主任命的的官员二次任命并需要报批的职位，因此严格来说并不是君主的直接任命的“封疆大吏”。